# Schlacht am Mincio (1814)
Die Schlacht am Mincio am 8. Februar 1814 fand in Norditalien zwischen dem französischen Vizekönig von Italien, Eugen Beauharnais, und den Österreichern unter Feldmarschall Bellegarde statt und war Teil des Sechsten Koalitionskrieges. Die Kämpfe zerfielen in die Gefechte bei Pozzolo und Valeggio, die teils am rechten teils am linken Ufer des Mincio ausgetragen wurden und endeten in eine Pattsituation, in welcher keiner der Gegner seine Ziele durchsetzen konnte.

## Vorgeschichte

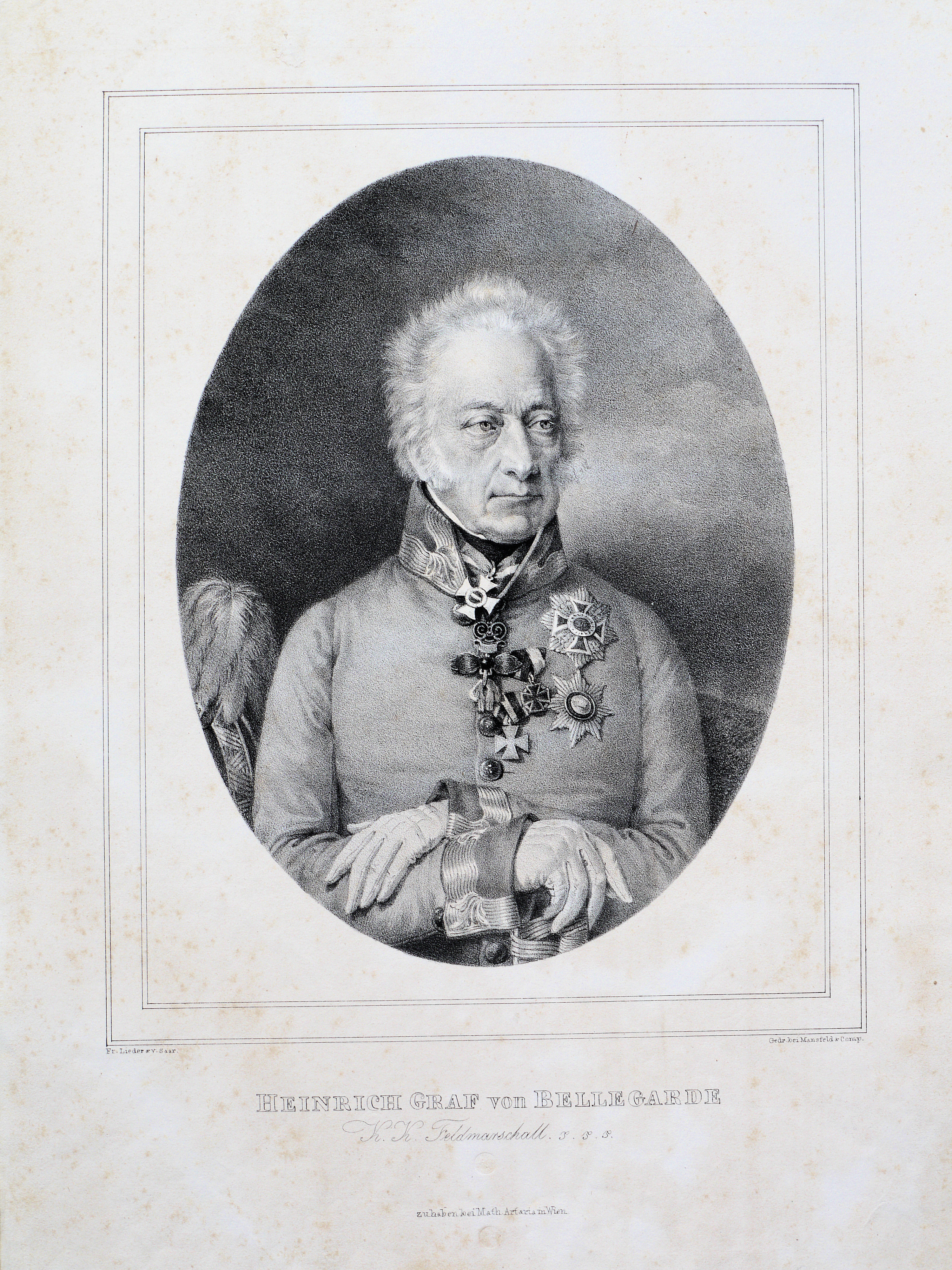
Feldmarschall Graf Heinrich von Bellegarde

Durch Napoleons Zusammenbruch in der Schlacht bei Leipzig (Oktober 1813) befanden sich seine isolierten Streitkräfte in Italien in Gefahr. Die Österreicher unter Feldzeugmeister Johann von Hiller eroberten Laibach zurück und durchbrachen die Stellungen der Truppen des Vizekönigs von Italien, Eugen Beauharnais zwischen Tarvis und Weißenfels und verfolgten zum Isonzo.
Der neue österreichische Oberbefehlshaber Graf Heinrich von Bellegarde war am 15. Dezember 1813 in Vicenza eingetroffen und hatte am das Kommando der österreichischen Armee in Norditalien übernommen. Er hatte den Auftrag die Lombardei von den Franzosen zu befreien. Für die Operationen im östlichen Küstenland wurde ein selbstständiges Korps unter General Graf Nugent organisiert, das über Ferrara auf Ravenna vorrückte. Graf Bellegarde setzte vor den zu erwartenden neuen Kämpfen sein diplomatisches Geschick ein und sandte den Grafen von Neipperg Mitte Jänner 1814 zu Verhandlungen nach Neapel. König Joachim Murat von Neapel schloss mit den Österreichern einen Bündnisvertrag ab, von welchem er sich den Erhalt seines Thrones erhoffte.
Am 18. Januar hatte die neapolitanische 1. Division die Stadt Bologna erreicht, am 20. traf auch die 7000 Mann starke Gardedivision dort ein. Am 20. Januar besetzte die 2. Division Ferrara und trat mit der dort liegenden österreichischen Brigade Starhemberg in Verbindung. Die französische Besatzung von Ancona war seit 17. Januar in der dortigen Zitadelle von den Neapolitanern eingeschlossen. Aus der Citadelle von Ferrara war die Besatzung am 14. bei der Annäherung der ersten neapolitanischen Regimenter ungestört nach Mantua abgezogen. Graf Nugent hatte am 19. Jänner zu Forlì mit dem neapolitanischen General Ambrosio eine Übereinkunft geschlossen, worin sich beide Unterstützung zusagten. Murat verlegte sein Hauptquartier nach Bologna, seine Truppen besetzten am 31. Januar Florenz. Vizekönig Eugen erfuhr in Verona vom Verrat und gab am 1. Februar eine Proklamation heraus, die seine Truppen über den Abfall Murats und den Kriegszustand mit Neapel informierte. Eugens Stellung an der Etsch wurde jetzt unhaltbar, die Neapolitaner waren mit 40.000 Mann am Südufer des Po erschienen.

## Aufmarsch am Mincio

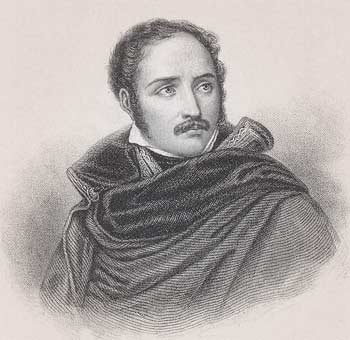
Eugene de Beauharnais, Vizekönig von Italien

Der Vizekönig Eugen musste wegen der Bedrohung durch Murats Truppen seine überdehnte Front verkürzen und eine zentrale Position am Mincio zwischen Mantua und Peschiera einnehmen. Die Divisionen unter Severoli und Gratien mussten aus der Emilia näher herangezogen werden. In Verona befand sich Fressinets 3. Division und die italienische Garde; Quesnels 1. Division war bei Veronetta und San Michele, Rouyers 2. Division bei Vallese und Isola Porcarizza und Marcognets Division bei Legnago konzentriert.
Am 3. Februar ordnete der Vizekönig den Rückzug seiner Armee hinter dem Mincio an. Eine italienische Brigade unter General Zucchi verblieb als Garnison in der Festung Mantua. General Bonnemains und seine Kavalleriebrigade wurden mit der Evakuierung Veronas betraut und er führte den Befehl über die Nachhut. Die anderen Kavalleriebrigaden waren noch zwischen Vigo, San Giovanni Lupatolo, Vago und Bovolone verstreut und zogen sich nach Goito zurück. Um der Bürgerschaft von Verona die Kriegsschäden zu ersparen, ermöglichte Eugen den österreichischen Truppen am 4. Februar die Stadt kampflos zu besetzen. Am Abend des 3. Februar erschien die österreichische Division unter Feldmarschallleutnant (FML) Radivojevich mit der Brigade Steffanini vor der Stadt und besetzte die Höhen östlich von Verona. Der Rest der österreichischen Armee folgte in kurzer Entfernung. Feldmarschall Bellegarde zog seine Division Sommariva von der oberen Etsch heran und versammelte seine restlichen Truppen zwischen Trento und Rovereto; mit seiner Infanterie war er bereit, auf Peschiera, Dolce oder in den Raum nördlich von Rivoli vorzugehen.
Am 4. Februar früh um 8.00 Uhr verließ die französische Nachhut Verona. Am Abend hatte Eugen sein Hauptquartier in Mantua bezogen, die Armee stand in ihren neuen Positionen: Das I. Korps unter General Greiner bildete den rechten Flügel. Rouyers 1. Division (nicht zugeteilt waren die in Mantua liegende Brigade des General Garconi und die Italienische Garde) und Marcognets 4. Division nahmen Stellung westlich von Mantua entlang des Oglio um die Distanz zu Severolis Division zu verkleinern. Das II. Korps unter General Verdier am linken Flügel hatte sein Hauptquartier in Goito, südlich der Stadt sicherte Quesnels 2. Division, während links Fressinets 3. Division entlang des Mincio bis Borghetto nach Norden verlängerte, wo Palombinis Division im Schutz der Mauern von Peschiera sicherte. Eugens Armee hielt zwei feste Brückenköpfe am linken Ufer des Mincio bei Goito und Monzanbano halten lassen. Die österreichische Division Sommariva verfolgte nach Peschiera und stützte seinen rechten Flügel am Gardasee und den linken Flügel auf Castelnuovo. Die Division unter Baron Merville folgte den sich über die Etsch zurückziehenden Gegner nach und besetzte am 4. Februar Verona, wo sich Hunderte Kranke und Verwundete ergaben. Das Gros der österreichischen Armee erreichte Villafranca, wo Bellegarde sein Hauptquartier aufschlug, die Avantgarde den Mincio, wo sich die französisch-italienischen Truppen zum neuen Widerstand anschickten.

### Angriffsplan des Vizekönigs
Der Vizekönig stellte etwa 7.000 Mann (Division Gratien) zum Schutz seiner Südflanke am Po ab und konnte etwa 34.000 Mann für den bevorstehenden Kampf am Mincio einsetzen. Eugen plante eine doppelte Umfassung der Österreicher, schließlich sollten sich die Truppen Greniers und Verdiers Kräfte vereinigen. Für diese Operation fehlte ihm aber von vornherein eine ausreichende zahlenmäßige Überlegenheit. Obwohl die Truppen des Königs Murat bereits am Po anlangten, glaubte Eugen die gegnerischen Armeen durch einen schnellen eigenen Angriff an ihrer Vereinigung hindern zu können. Am Morgen des 8. Februar wollte er den Mincio an drei verschiedenen Punkten (Monzambano, Goito und Mantua) überqueren, und seine Armee vor Villafranca zum Angriff auf Bellegarde zu konzentrieren. Für den Falle einer Niederlage war der Vizekönig davon überzeugt, seine Armee hinter dem Mincio unter den Schutz der Mauern von Mantua und Peschiera retten zu können. Der Angriff des Vizekönigs sollte durch zusätzliche Ausfälle der Division Zucchi aus Mantua und der Brigaden Palombinis aus Peschiera unterstützt werden.

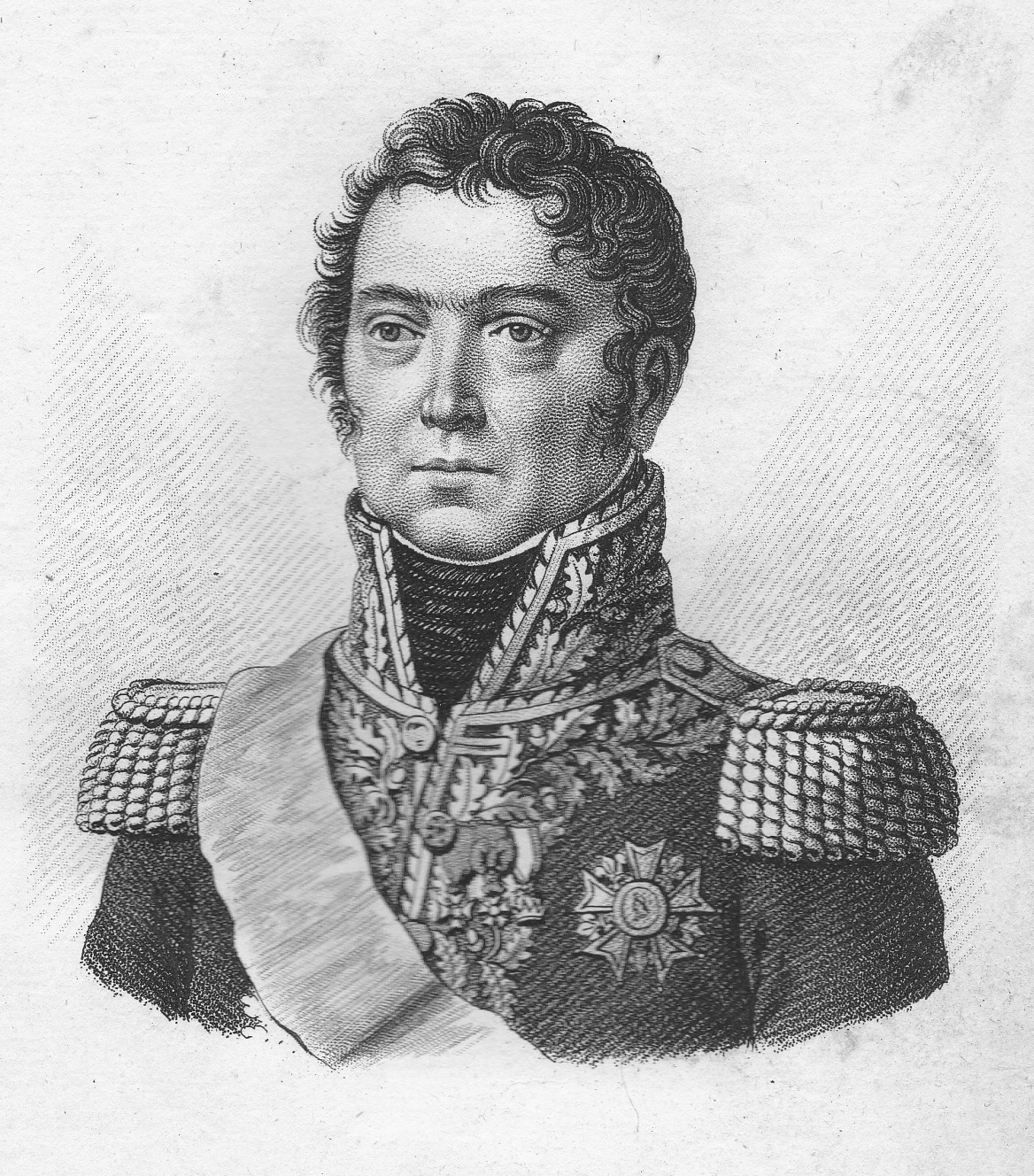
Paul Grenier

I. Korps General Paul Grenier mit 14.347 Mann mit 24 Geschützen.
- Division Marie François Rouyer: Brigade Schmitz (5 Bataillone); Brigade Arnaud (5 Bataillone); 6668 Mann mit 12 Kanonen.
- Division Pierre de Marcognet: Brigade Jeanin (5 Bataillone); Brigade Deconchy (6 Bataillone); 7079 Mann mit 12 Geschützen

Der rechte Flügel blieb in seinen alten Stellungen am rechten Ufer des Po.
- Die Division Gratien sicherte bei Piacenza und die Division Severoli stand hinter dem Enza-Abschnitt.

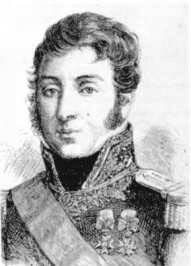
Jean-Antoine Verdier

II. Korps General Jean-Antoine Verdier mit 12.500 Mann mit 20 Geschützen (24 Bataillone, 7 Schwadronen und 36 Geschütze).
- Division Philibert Fressinet: Brigade Montfalcon, (6. Bataillone); Brigade Pegot, 6. Bataillone) 1.440 Mann mit 14 Geschützen, sicherte am Mincio bei La Pilla und auf das östliche Ufer vorgeschoben bei Monzambano.
- Division François Quesnel: Brigade Campi (6 Bataillone); Brigade Forestier, (4 Bataillone); 6.400 Mann mit 12 Geschützen, sicherte den Flussübergang bei Goito, ihre Vorhut stand gegenüber von Pozzolo.
- Die Kavallerie-Division unter General Julien Mermet (2.420 Mann mit 8 Geschützen) stellte sich als Reserve bei Guidizolo und Cereto bereit: Kavallerie-Brigade Pierre Bonnemains, (6 Schwadronen); Brigade St. Alphonse, (8 Schwadronen; Brigade Ranibourg, (6 Schwadronen)
- Reservedivision des General Theodore Lecchi mit Gardedivision (4 Bataillone Infanterie, 2 Schwadronen); 5.548 Mann mit 12 Kanonen. Die italienischen Gardetruppen standen zur Beobachtung des Gegners bei Desenzano am Gardasee.

### Militärtopographie
Die neuen Stellungen des Vizekönigs am Fluss Mincio verliefen jetzt etwa 18 Meilen zwischen den Festungen Peschiera und Mantua. Entlang dieser Strecke war das Flussbett zwischen 40 und 120 Meter breit und 5 bis 7 Fuß tief. Am äußersten linken Flügel stand die italienische Division unter General Giuseppe Palombini (5000 Mann) bei Peschiera und sicherte zwischen Castelnuovo und Oliosi gegen die Höhen von Cavalcasella und Salionze. Gegenüber sammelte sich die österreichische Division des FML Sommariva und hielt mit der Brigade Vlasits bei Monzambano einen Brückenkopf. Die französisch-italienischen Truppen zählten 47 Bataillone und 22 Schwadronen mit 34.127 Mann mit 70 Geschützen, wovon nur 28.000 Mann in der folgenden Schlacht eingesetzt wurden.
Obwohl die Strömung im Frühjahr stärker sein konnte, war der Mincio an mehreren Punkten überquerbar, Steinbrücken waren in Valeggio und Mantua vorhanden. Auf dem rechten Ufer folgte eine Straße grob dem Verlauf des Flusses, der Mantua mit Peschiera verband und die durch Goito und Monzambano verlief. Am rechten Ufer erstreckte sich eine Höhenkatte etwa acht Meilen vom Ufer des Gardasees bis zum Dorf Volta nach Süden. Auf dem gegenüberliegenden Ufer erstreckte sich eine weitere Höhe zwischen dem See bis südlich von Valeggio. Wer die Höhen am linken Ufer kontrollierte beherrschte in der Regel den gegenüberliegenden Boden mit Ausnahme der Höhen von Monzambano, welche der Artillerie auf dem rechten Flussufer eine ausgezeichnete strategische Position verschaffte.

## Aufmarsch der Österreicher

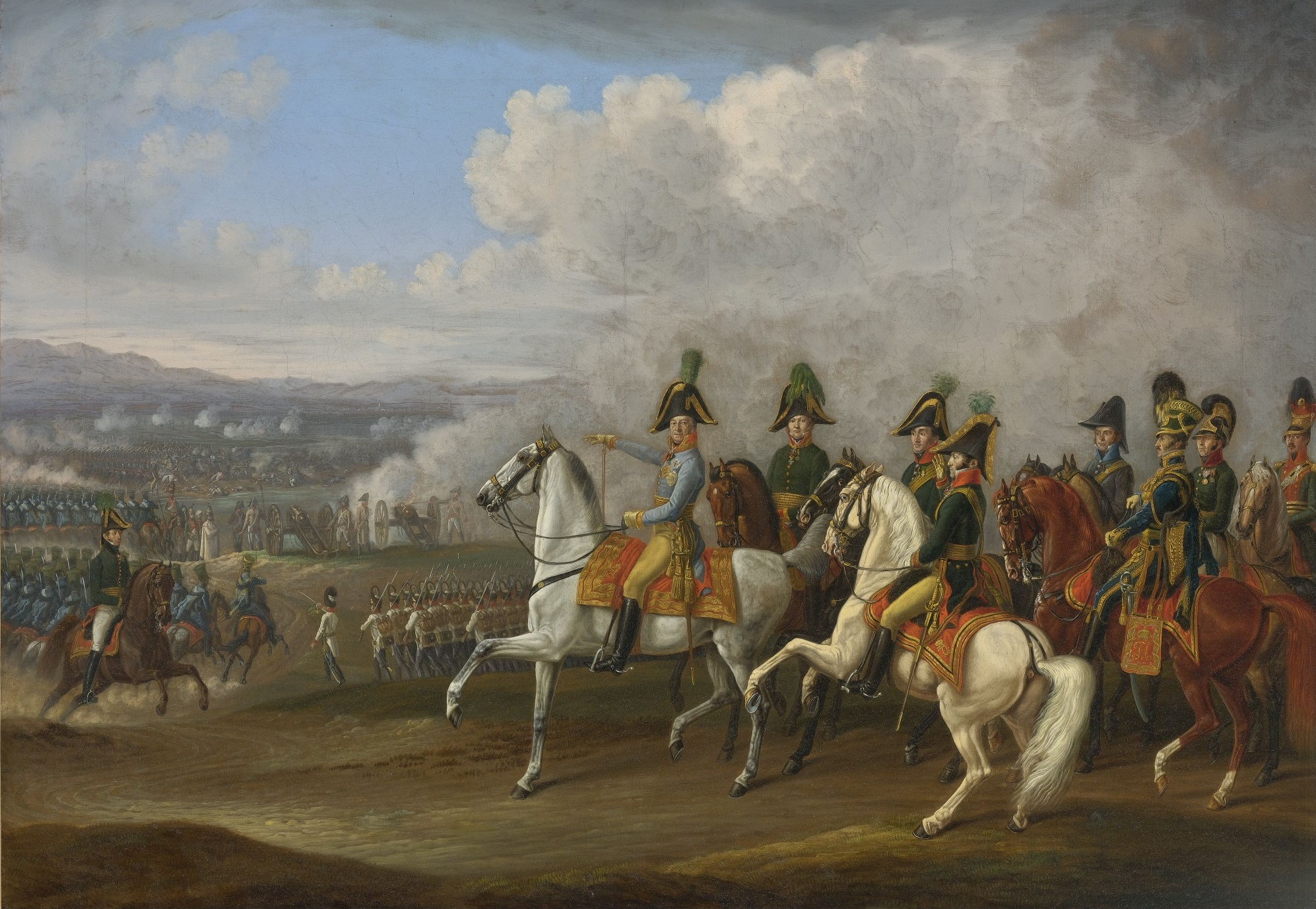
Feldmarschall Bellegarde und seine Offiziere vor einer Schlacht, Gemälde von Albrecht Adam

Am 7. Februar verlegte Graf Bellegarde sein Hauptquartier nach Villafranca. Nach dem französischen Rückzug hinter dem Mincio hatte Feldmarschall Bellegarde die Blockade der Festungen von Mantua und Peschiera in Betracht gezogen. Ohne die Brigade des General Stanisavljevich (disloziert im Val di Leys) und jene des Generalmajor Rilseis (sicherte bei Legnago) hatte Graf Bellegarde am Mincio insgesamt 35.000 Mann und 130 Geschütze zur Verfügung, 8 Batterien mit 48 Geschützen bildete die Artillerie-Reserve.
- Die Blockade von Mantua wurde der Division FML Anton Mayer von Heldensfeld anvertraut. Generalmajor Vlassits Brigade (6 Bataillone, 6 Schwadronen und 6 Geschütze) besetzte vor Peschiera die beherrschenden Höhen bei Cavaleaselle.
- Am Abend des Tages wurde der Division FML Paul von Radivojevich (Brigade Bogdan, Steffanini und Vecsey), der Befehl erteilt, im Morgengrauen den Mincio bei Valeggio und Pozzolo zu überqueren.
- Die Division des FML Franz von Pflacher (Brigade Quosdanovich und De Best) sollte nach dem Vorrücken bei Valeggio in Reserve bleiben.
- Die Division des FML Franz Mauroy de Merville (Grenadier-Brigade Stutterheim und Dragonerbrigade Wrack) sollte nach der ersten Anweisung FML Pflachers Truppen folgen und wie Erstere vor Valeggio Stellung nehmen. Über Nacht wurde die Division Merville aber dann weiter nach Süden in Richtung Pozzolo umgeleitet um von dort den Mincio zu überqueren. Später rettete dieser vorsorgende Befehl des Feldmarschalls seine Armee vor einer vernichtenden Niederlage. Eugens Armee hätte in der folgenden Schlacht die Gelegenheit gehabt bei Valeggio durchzubrechen und damit die österreichische Armee in zwei Teile zu spalten.
- Die Division des FML Hannibal Sommariva (Brigade Paumgarten und Abele) standen zwischen Castelnuovo und Oliosi unter der Leitung von FML Fenner.

## Die Schlacht am 8. Februar
In der Nacht zum 8. Februar befahl der Vizekönig seinen Vorposten sich zurückzuziehen und dann die Brücke von Monzambano zu überqueren. In der gleichen Nacht waren von den Österreichern bei Valeggio Brücken errichtet worden, die Division des FML Radivojevich wurde hier für den Übergang angesetzt. Da gegenüber die Division des Generals Fressinet den Abschnitt Monzambano verlassen hatte, konnte der Übergang der österreichischen Brigaden Steffanini und Bogdan bei dichten Nebel vollzogen werden. Der linke Flügel des Vizekönigs unter General Verdier war am frühen Morgen mit der Division Fressinet vor Monzambano zurückgegangen. Der Vizekönig beschloss vor der Ankunft der Neapolitaner die Österreicher selbst bei Villafranca anzugreifen und ordnete den Vormarsch in drei Kolonnen an. Die erste Kolonne mit der Garde und den Divisionen Marcognet und Royer samt der Kavallerie-Brigade Perreymont sollten von Mantua vorgehen. Die zweite Kolonne, gebildet durch die Division Quesnel und der Kavallerie-Brigade Bonnemains hatte von Goito gegen Roberbella anzugreifen. Die dritte Kolonne, gebildet durch die Division Fressinet ging von Monzambano über Valeggio nach Villafranca vor.
Dem geplanten Angriff des Vizekönigs kamen die Österreicher zuvor: Feldmarschall Bellegarde hatte seine 35.000 Soldaten in einer Weise eingesetzt, welche die Bedrohung Peschiera und Mantua erlaubte und gleichzeitig genug Truppen um einen Angriff rund um das Dorf Borghetto zu führen. Um 8 Uhr brachen die Brigaden Bogdan und Steffanini nach Monzambano auf und breiteten sich gegen Olsino und Castellaro aus. Gegnerische Vortruppen wurden bei Borghetto schnell geworfen. Die Brigade des FML Vecsey überquerte gleichzeitig den Mincio bei Pozzolo und besetzte die Höhen von Volta, während dahinter die Division Merville und zwei Dragoner-Regimenter (Savoven und Hohenlohe) die Stellung bei Pozzolo sicherten und gegen Cereto und Cerlongo vorgeschoben war. Die Division des Generals Pflacher folgte als Reserve und schob ihre erste Brigade unter Paul von Radivojevich bei Valeggio vor, die zweite unter General Quasdanovich verblieb dahinter als Reserve stehen.

### Kampfgeschehen am rechten Flussufer bei Valeggio
Die Franzosen unter General Verdier erfuhren zu spät, dass die gegnerische Vorhut bei Valeggio auf dem rechten Ufer des Mincio erschienen war. Er ließ die abmarschierende Division Fressinet sofort Halt machen und Stellung auf den Höhen am Olsino einnehmen. Italiener unter General Zucchi verließen um 7.00 Uhr Bancole, um in zwei Kolonnen nach Castiglione und Mantua vorzurücken.
Die Kolonne des Generals Quesnel, bei welcher sich der Vizekönig befand, ging bei Goito auf das linke Ufer des Mincio über. Die Kolonne des rechten Flügels unter General Grenier (Division Marcognet und Rouyer sowie die Kavalleriebrigade Perreymond) rückte auf Casteletto und gegen Marmirolo und Soave vor. Die Reiterei des Generals Bonnemains fungierte als Avantgarde der Division Quesnel, drängte die Vortruppen des FML Mayer nach Roverbella zurück und dehnte sich in der Ebene von Marengo aus. Bonnemains marschierte vor der Division Quesnel, rechts außen näherten sich die Truppen des General Zucchi Castiglione, welches stark von den Österreichern besetzt war. Die Division Quesnel rückte im Zentrum zum Monte Belvedere und Querni vor, um über Valeggio die Verbindung zu der aus Villafranca vorgehenden Division Fressinet herzustellen.
Die Division FML Mayer von Heldenfeld, war von Roverbella aufgebrochen und rückte am linken Flügel auf die Linie Marmirolo, St. Lucia, Castiglione, Mantovano vor um Ausfälle aus Mantua abzuweisen. Österreichische Reiterei erbeutete in diesen Ortschaften große Teile des Trosses der Kavalleriebrigade Bonnemains, die sich nach Volta zurückziehen musste.

### Entscheidungskampf bei Pozzolo
Die Vorhut der Hauptkolonne, die Brigade des FML Vecsey rückte von Pozzolo auf Volta vor, seine Flügel gegen Cereta und Cerlongo vorschiebend. Von Pozzolo her hatte General Vecsey einige Züge Ulanen am linken Ufer des Flusses über Massimbona gegen Goito entsendet und ließ dort hier den Mincio und Er trat den Vormarsch von Cerlongo gegen den Oglio an, während der Hauptstoß bei Borghetto angesetzt wurde.
Um 10 Uhr morgens traf die französische Avantgarde der von Goito heranrückenden Truppen auf die Vortruppen des FML Mayer. Durch dieses Vorgehen wurde ein Teil der Vorhut der gegnerischen Division Mayer abgeschnitten und gefangen, welche hierauf gegen Roverbella und Mozzecane zurückwich. Die Division Marcognet und die Brigaden Perreymond und Bonnemains rückten von Volta gegen die linke, die Division Fressinet von Monzambano gegen die rechte Flanke der Österreicher vor. Gleichzeitig drang am rechten Flügel General Grenier vor, wandte sich links gegen Marmirolo und Soave und rechts gegen St. Lucia und Canedole.
Der Vizekönig überblickte den Schlachtverlauf auf einer Höhe bei Massimbona, er hörte den Kanonendonner des entbrannten Gefechtes von Monzambano und erkannte feindliche Truppenmassierungen in der Ebene von Volta. Er fand die feindliche Armee durch den Mincio in zwei Hälften getrennt, und nur die kleinere auf dem linken Ufer übergegangen, und beschloss, den am rechten Ufer stehen Teil anzugreifen. Der Vizekönig befahl den Truppen Quesnels noch mehr links abzuschwenken und Pozzolo zu nehmen. Die Truppen Rouyers sollten dieser Bewegung folgen, die Division Marcognet aber vor Roverbella bleiben, um die Truppen des FML Mayer gänzlich von den bei Pozzolo versammelten Truppen Mervilles zu trennen. Die Reiterei unter Perreymond wurde bei Marengo angewiesen, sich links der Division Quesnel zu konzentrieren.
Die Österreicher hielten sich in Borghetto, in der rechten Flanke bedroht, nahm der französische General Verdier mit dem linken Flügel an Monzambano gelehnt, auf den Höhen hinter dem Bache eine neue gute Stellung. Über FML Merville wurde dem Feldmarschall Bellegarde die Gefahr bekannt, dass eine französische Kolonne auf Pozzolo vorrückte und gleichzeitig eine weitere Kolonne gegen die Division des FML Mayer herandrängte. Bellegarde befahl dieser Gefahr zu begegnen, die bei Valeggio in Reserve stehende Brigade Quosdanovich eilig zur Unterstützung der Truppen Mervilles einzugreifen. Dieser Aufmarsch wurde sofort durch die Reiterei des Generals Bonnemain erschwert, welche auf Remelli vorging. Die zuerst eintreffende Grenadierbrigade des Generals Joseph von Stutterheim nahm darauf Aufstellung zwischen Pozzolo und Remelli und warf die französische Reiterei wieder zurück.
Die Division Radivojevich war nochmals zum Angriff vorgegangen und wurde zurückgewiesen. Nach dem österreichischen Rückzug konnten die Franzosen das Dorf Pozzolo zurückgewinnen. Die Besatzung der noch von kaiserlichen Kräften gehaltenen dortigen Brücke konnte die über Pozzolo vorrückenden Franzosen wirksam unter Feuer nehmen. General Quasdanowitsch fügte den Franzosen mit seinem leichten Geschütz schweren Schaden zu, bis diese ihre errungenen Vorteile aufgaben und sich unter Verlust von 400 Gefangenen nach Mantua und dem Brückenkopf von Goito zurückziehen mussten. Um den Rückzug über die Brücke von Goito zu gewährleisten, musste die Garde aus der Reserve dorthin vorrücken.
Die Reihen der Franzosen waren kurz der Auflösung nahe, als zur rechten Zeit eine Brigade der Division Marcognet eintraf, welche General Grenier als Verstärkung zum Gegenangriff ansetzte. Die französischen und italienischen Truppen rückten mit drei Infanterie- und mehreren Kavallerie-Brigaden gegen den Weiler bei Mazzi vor. Dem Druck einer fünffach überlegenen feindlichen Infanterie weichend, ordnete FML Merville um 15.00 Uhr nachmittags den Rückzug auf Furoni an. Aus der nördlichen Flanke gingen italienische Truppen unter General Palombini von Peschiera gegen Salionze und Cavalcaselle vor, während General Zucchi erfolglos gegen Castellaro und Due Castelli vorrückte. FML Sommariva verstärkte die Brigade des Generals Vlassits und drängte einen Ausfall von Palombinis Truppen wieder in die Festung Peschiera zurück.

## Ergebnis
Die getrennten Gefechte bei Pozzolo und Valeggio bildeten in ihrer Gesamtheit die so genannte Schlacht am Mincio. Die Franzosen erlitten Verluste von etwa 6000 Mann, davon 2500 Gefangene, die Österreicher hatten 3940 Mann zu beklagen. Keinem der Gegner konnte der Sieg zugeschrieben werden: Weder gelang es dem Vizekönig Eugen, die Etschlinie zu erreichen, noch gelang den Österreichern der Übergang über den Mincio. In der Nacht zum 9. Februar nahm der Vizekönig die Masse seiner Truppen wieder auf das rechte Ufer des Mincio zurück, nur die Division Fressinet und die italienische Brigade Palombinis blieben vor Monzambano und Peschiera stehen. Bis zum 10. März 1814 erreichten die Österreicher den Taro, besetzten Fornovo und verfolgten auf Piacenza.
Ab dem 11. Februar begann die auf die alliierte Seite übergetretene neapolitanische Armee mit dem Angriff auf die Zitadelle von Ancona – sie stand jetzt ohne Kriegserklärung im Krieg mit dem französischen Vizekönig Eugen. Nach Erhalt der Thronentsagung Napoleons unterzeichnete Eugen am 16. April 1814 mit dem österreichischen General Karl Ludwig von Ficquelmont eine Konvention, der zufolge er die Waffen streckte. Mailand wurde übergeben und der Oberbefehl über die italienischen Truppen an Feldmarschall Bellegarde abgetreten. Als weitere Bedingungen wurden Venedig, Palmanuova, Legnago und Osoppo am 20. April von den Franzosen geräumt. General Grenier trat am 19. April mit den französischen Truppen über Brescia und Cremona den Marsch ins Vaterland an.